# Estado de flujo hidráulico
El estado o comportamiento del flujo en un canal abierto es gobernado básicamente por los efectos de viscosidad y gravedad relativa a las fuerzas de inercia del flujo.
Efecto de viscosidad: Dependiendo del efecto de la viscosidad relativa a la inercia, el flujo puede ser laminar, turbulento o de transición.
El flujo es laminar si las fuerzas viscosas son tan fuertes comparadas con las fuerzas de inercia, que la viscosidad juega un papel importante para determinar el comportamiento del flujo. En flujo laminar, las partículas del fluido parecen moverse en recorridos calmados definidos, o líneas de corriente, y las capas infinitesimamente delgadas del fluido parecen deslizarse sobre las capas adyacentes.
El flujo es turbulento si las fuerzas viscosas son débiles comparadas con las fuerzas de inercia. En el flujo turbulento, las partículas del fluido se mueven en recorridos irregulares, los cuales no son ni calmados ni determinados pero en su conjunto todavía representan el movimiento hacia adelante de la corriente total.
Entre los estados laminar y turbulento de la corriente, hay un estado mixto o estado de transición.
El efecto de viscosidad relativo al de inercia puede representarse por el número de Reynolds. En la mayor parte de los canales abiertos el flujo laminar ocurre muy raramente. En efecto, el hecho de que la superficie de una corriente aparezca lisa y tersa para un observador no es en ningún modo una indicación de que el flujo sea laminar; más probablemente, ello indica que la velocidad de la superficie es más baja que la requerid para que se formen ondas capilares. El flujo laminar en canales abiertos existe, por ejemplo donde delgadas láminas de agua fluyes sobre el suelo o en canales de laboratorio.
Efecto de la gravedad. El efecto de la gravedad sobre el estado del flujo se representa por una relación entre las fuerzas de inercia y las fuerzas de gravedad. Esta relación es conocida como el número de Froude.
Si el número de Froude es mayor a la unidad (F > 1), el flujo se denomina supercrítico.
Si el número de Froude es menor a la unidad (F < 1), el flujo se denomina subcrítico.
Si el número de Froude es igual a la unidad (F = 1), el flujo se denomina crítico.
El régimen de flujo está definido por la combinación del efecto de gravedad y del efecto de viscosidad. Existen cuatro regímenes de flujo en los canales abiertos. Estos son:
- Laminar subcrítico: Cuando el número de Froude es menor que la unidad, y el número de Reynolds está en la zona laminar del diagrama de Moody.
- Laminar supercrítico: Cuando el número de Froude es mayor que la unidad, y el número de Reynolds está en la zona laminar del diagrama de Moody.
- Turbulento supercrítico: Cuando el número de Froude es mayor que la unidad, y el número de Reynolds está en la zona turbulenta del diagrama de Moody.
- Turbulento subcrítico: Cuando el número de Froude es menor que la unidad, y el número de Reynolds está en la zona turbulenta del diagrama de Moody.